# Sargocentron ittodai
Sargocentron ittodai är en fiskart som först beskrevs av Jordan och Fowler 1902.  Sargocentron ittodai ingår i släktet Sargocentron och familjen Holocentridae. Inga underarter finns listade i Catalogue of Life.